# Series.ly
Series.ly va ser una pàgina web que consistia en un portal d'enllaços per a la visualització de sèries i pel·lícules creada per Oriol Solé, Andreu Caritg i David Tardà.
A mitjans de 2015, deu agents de la Policia Nacional van irrompre a les oficines de la pàgina i van detenir els creadors, els quals passarien una nit al calabòs. Es va dur a terme el tancament de la pàgina, a causa de la reforma de la Llei de Propietat intel·lectual (LPI), que havia entrat en vigor el gener de 2015, acusats d'haver-ne obtingut un benefici de més de 600.000 euros. Altres estats com els EUA havien estat pressionant l'espanyol per tal que endurís la llei i, de fet, el 2013 l'antic executiu d'HBO, James Costos, havia estat nomenat ambaixador estatunidenc a Espanya. David Bravo va ser l'advocat especialitzat en dret informàtic qui va portar el cas. Els socis propietaris de la web van defensar-se dient que no es tractava una pàgina pirata, perquè no contenia arxius, sinó enllaços que redirigien a altres portals. Tot i així, la pàgina va quedar inaccessible per als usuaris. L'octubre de 2022, el jutjat de Sabadell que duia el cas contra els tres propietaris de Series.ly va decretar-ne l'absolució, argumentant que l'allotjament d'enllaços no incompleix la PLI.
Els socis de la pàgina van idear una alternativa: Tviso. Es tractava d'un servei que centralitzaria l'oferta de diverses cadenes de televisió de pagament (Netflix, HBO...), permetent a l'usuari rebre més i millors recomanacions d'acord amb les seves preferències, amb un algorisme propi que defugís dels interessos de cada plataforma. No obstant, l'start up no va reeixir, en no trobar col·laboradors que hi volguessin participar.